# Holiday Valley (Ohio)
Holiday Valley es un lugar designado por el censo (en inglés, census-designated place, CDP) situado en el condado de Clark, Ohio, Estados Unidos. Según el censo de 2020, tiene una población de 1480 habitantes.

## Geografía
La localidad está ubicada en las coordenadas 39°51′13″N 83°57′43″O / 39.85361, -83.96194. Según la Oficina del Censo, tiene una superficie de 4.71 km², correspondientes en su totalidad a tierra firme.

## Demografía
Según el censo de 2020, hay 1480 personas residiendo en la localidad. La densidad de población es de 314.23 hab./km². El 89.32% de los habitantes son blancos, el 2.03% son afroamericanos, el 1.15% son asiáticos, el 0.07% es isleño del Pacífico, el 1.35% son de otras razas y el 6.08% son de una mezcla de razas. Del total de la población, el 2.43% son hispanos o latinos de cualquier raza.